# 摩洛哥國家奧林匹克委員會
摩洛哥國家奧林匹克委員會（法語：Comité National Olympique Marocain）是摩洛哥的國家奧林匹克委員會。該組織成立於1959年，是國際奧委會和非洲國家奧林匹克委員會聯合會的成員。1960年，首次派員參加在意大利羅馬舉辦的夏季奧運會。
現時，摩洛哥國家奧林匹克委員會的總部設在拉巴特，主席是Faïçal Laraïchi。

## 資料來源
1. ↑  .   [2014-04-24]. （原始内容存档于2017-07-04）.